# Маамаду Диара
Маамаду Диара (на френски: Mahamadou Diarra; на арабски: محمدو ديارا) е футболист, полузащитник, роден в Бамако, Мали. Настоящият му отбор е Реал Мадрид, към който се присъединява през лятото на 2006 г. от Олимпик Лион. Преди това е играл за няколко други отбори. Започва футболната си кариера през 1998 г. С отбора на Реал Мадрид е печелил два пъти титлата на Испания и един път Суперкупата на страната.